# 小季夫林
51°5′55″N 28°6′46″E / 51.09861°N 28.11278°E
小季夫林（烏克蘭語：Малий Дивлин），是烏克蘭北部的村莊，隸屬日托米爾州的科羅斯滕區。該村始建於1861年，面積1.12平方公里，海拔高度192米，2001年人口190，人口密度每平方公里169.64人。